# Родни поредак
Родни поредак или родни систем заједнички је назив за структуре и процесе који леже у основи друштвене доминације мушкараца над женама, или као поредак према коме друштво трансформише биолошке полне разлике у међусобне односе моћи помоћу родних улога и одговарајућих вредности и норми којих би се различити полови требали придржавати. Дуго се на мушкарца гледало као на хранитеља, а на жену као на особу која брине о деци. Чињеница да су сва друштва прилагођено томе, од рекламирања дечијих слаткиша до професија које би обично биле мушке, назива се и хетеронормативност при чему су хетеросексуалне преференције и родне улоге (родни систем) норма.
Различите групе често не гледају на оно што је изван овога, па термин има своје порекло у културној антропологији, али га користи и феминистички женски покрет из другог таласа феминизма, геј покрет (у тамошњој терминологији се зове: 'хетеронормалност') и трансродни покрет. По феминистичком концепту и хипотез родни поредак значи да су мушкарци као група у друштву супериорнији од жена као групе. Родни системи су друштвене структуре које утврђују број полова и њихове повезане родне улоге у сваком друштву. Родна улога је „све што особа каже и чини како би другима или себи указала на то да је неко мушко, женско или андрогинско. Ово укључује, али није ограничено на сексуално и еротско узбуђење и сексуални одговор.”
У том смислу Eckert&McConnell- Ginet дефинише родни поредак као друштвени систем на основу подела заснованих на полно-класним задацима, правима, обавезама, слободама и ограничењима, који се разликује од родне идеологија која се дефинише као скуп веровања који управља учешћем људи у родном поретку.
Теорија која идентификује порекло родног поретка моћи у патријархату, првобитно је западни религиозни концепт, где је вођство у цркви и породици било засновано на организацији мушког свештенства са папом на врху хијерархије . Према феминистичкој перспективи, постоји консензус да је мушка надмоћ заједничка карактеристика свих друштава.

## Теорија
У социјално-партнерским односима стално смо у супротном положају и стално оптерећени вечном борбом полова и потребом за доминацијом унутар сопствене врсте. Борба за слободу и равноправност полова евидентно постоји. Заборавили смо који су нам примарни циљеви и како ћемо продужити врсту ако се домаћи појединци унутар ње непрестано боре за превласт. Неки за доминацију и превласт, а неки за једнакост. Не поштујемо довољно природу и њене законе. Ми чак не поштујемо ни појединце истог пола унутар наше врсте, а склони смо да покажемо мало поштовања према појединцима супротног пола…
Према теорији родног поретка моћи, мушкарци у свим друштвима су васпитани да имају економску моћ и моћ одлучивања у породици и друштву. Правила друштва су направљена тако да се овај поредак може одржати. Из ових разлога, мушкарцима је дата највећа моћ у друштвеним телима. Искривљена, родно заснована расподела моћи има последице: пошто су мушкарци већина у скупштинама које доносе одлуке у свему што се тиче власништва и финансија, често се дешава да се према законима власништво расподели тако да жене добијају мањи удео, чиме је труд жена и њихов квалитет обезвређен.
Теорија родног поретка моћи каже да они на власти имају највећи утицај на дискурс и који ставови су легитимни за изражавање и да је стога вероватно да су карактеристике и концепти жена као што је компетенција описани на начин да најбоље одговара самим носиоцима моћи. Протести жена су ућуткивани кроз, на пример, верски диктирану наредбу да „жена ћути у скупштини” или кроз формално законодавство које је искључило жене из образовања, професионалне активности, политичке активности или друге активности за које се сматра да су неприкладне за жене по системима друштвених норми.
Централно за теорију је да се жене држе подаље од моћи кроз такозване технике владања , концепт који је развио норвешки социолог Берит Ас (који верује да се технике владања могу посматрати у свакој групи у којој постоји нека врста хијерархије). Када је реч о родном поретку моћи, владајуће технике се користе за искључивање, обезвређивање и омаловажавање онога што жене јесу и раде, што значи да су жене искључене из вршења власти. Како жене нису биле у стању да се прилагоде оваквој регулацији свеукупног управљања друштвом, мушкарцима је законски дозвољено да задрже власт у приватној сфери, породици, пошто су појединачни мушкарци тамо могли да врше насиље или прете насиљем над женама.

### Контрола сексуалности
Основа идеје родног поретка је поглед на жену као на сексуални објекат, а не као субјект, јер жена рађа децу. Током трудноће и дојења, жена и дете зависе од мушкарца. Ова физичка, психолошка, социјална и економска зависност је стварна и независна од тога ко је отац детета. Познавање очинства захтева контролу над целокупном сексуалношћу жене. Чињеница да отац негира очинство или дете дефинише као ванбрачно дугорочно је озбиљна за жену и њихово дете, због чега се жене обично труде да својим начином живота и постојања рађају само „праву” децу. . Филозоф из 18. века Дејвид Хјум веровао је да је женска врлина скромности створена потребом мушкараца да буду у стању да са сигурношћу утврде да су женина деца њихова заједничка.

### Учешће жена у одржавању родног поретка
Неке теорије етврде да жене такође одржавају родни поредак моћи: јер су одгајане да имају поглед на себе као на инфериорне и очигледно подређене мушкарцима, или девојке су васпитане да подржавају став о дечацима и мушкарцима као о норми и позитивном и да се томе гтребају прилагоде колико год могу.
Жене се у великој мери сматрају традиционалним носиоцима овог система вредности тако што одгајају своје синове да буду носиоци моћи, а своје ћерке да буду „добре девојке” и „праве жене” према норми природне женске подређености.
Поредак родне моћи доводи до тога да жене себе доживљавају као мање вредне, нешто што се зове лажна свест , концепт који изворно потиче из марксистичке теорије али који се онда бави потчињавањем радника у друштву. У вези у пару у којој се јавља борба за моћ, ово се коначно доводи до тачке у којој жена себе види као мање вредну, „прљаву” и вредну само презира и насиља.

### Разне феминистичке дефиниције
Различите гране феминизма дефинисале су поредак родне моћи на различите начине. У оквиру либералног феминизма ради се о већој моћи мушкараца у јавном животу, док радикални феминизам сматра да се поредак родне моћи одржава и у приватној сфери (између осталог и уз помоћ утицаја порнографије). Према социјалистичком феминизму, патријархат је исто што и капитализам, а ова структура моћи (у савезу са објективизацијом) најтеже погађа жене радничке класе.

## Културолошка дефиниција хомосексуализма
У културама у којима је разлика између мушкарца и жене у родној бинарности мушко и женско, важно је погледати како се сексуалност истог пола мења између култура. У неким културама, попут травестија, хомосексуално понашање се помера из једног дела родне бинарности у други.
У западним земљама, сексуална оријентација и родни идентитет се обично класификују на једноставан начин (стрејт, геј и бисексуалац за оријентацију и транс или цисродни за род).
Сексуална разноликост такође укључује интерполне људе, који су рођени са полним карактеристикама које се не уклапају у типичне дефиниције „мушког” и "женског . Лезбијке, геј мушкарци, бисексуалци, транс жене, транс мушкарци, небинарни људи и интесполни људи уједињени су под знаком ЛГБТ+. Асексуалне особе се понекад налазе на овој листи.
Током последњих деценија развијене су теорије у сексологији као што су Кинзијева теорија и Квир теорија, које откривају да горе поменута класификација није довољна да опише сексуалну сложеност не смо код људских бића, већ и код животињских. На пример, неки људи могу имати средњу сексуалну оријентацију између хетеросексуалне и бисексуалне (хетерофлексибилне), или између хомосексуалне и бисексуалне (хомофлексибилне), или чији се идентитет не може дефинисати, као што су квир особе.
Али у неким културама секс и концепт рода се виде на другачији начин, па су хомосексуалност и њени ефекти на положај појединца у друштву понекад драстично различити у разним културама.
- У одређеним народима Самбије у Новој Гвинеји, на пример, верује се да дечак није у стању да достигне пубертет или зрелост а да претходно не прогута семе, које се сматра животном снагом, старијег мушкарца.[9]   Поред тога, Самбијци верују да мушкарац није у стању сам да допуни своје семе, тако да се ритуал наставља до одређеног времена, обично до брака, када му се каже за дрво које излучује млечни сок налик семену који уместо тога може да прогута.[9]

- У Басото друштву у савременом Лесоту, девојке и жене могу да размењују дуге пољупце, да се баве кунилингусом, па чак и да се заљубе и формирају заједницу налик браку. У овом друштву, међутим, секс захтева пенетрацију, а брак захтева мушкарца као мужа. Дакле, у овом контексту не постоји концепт лезбијства.[10]

## Политика
Теорија родне моћи утицала је и на практичну политику, па су тако поједине владе дала тој идеји велики утицај на политику јер су одређеном историјском раздобљу владе претпостављала да постоји родни поредак.